# Oleg Trubaczow
Oleg Nikołajewicz Trubaczow (ros. Олег Николаевич Трубачёв, ur. 22 października 1930 w Wołgogradzie, zm. 9 marca 2002 w Moskwie) – rosyjski filolog slawista, specjalista w dziedzinie językoznawstwa diachronicznego, leksykograf, etymolog, Ph.D., członek korespondent Akademii Nauk ZSRR (1972), a od 1992 r. członek akademicki Rosyjskiej Akademii Nauk, pełnił też funkcję redaktora naczelnego czasopisma naukowego „Etymologia” („Этимология”). Jego prace koncentrowały się na etymologii języków słowiańskich oraz wschodniosłowiańskiej onomastyce.

## Życiorys
Ukończył Dniepropetrowski Uniwersytet Państwowy w 1952 roku, jednak jeszcze pod koniec studiów Trubaczow został zaproszony do Moskwy, do działu zagranicznego, dziennika Komsomolskaja prawda i Komitetu Antyfaszystowskiego (Антифашистский комитет советской молодёжи/Antyfaszystowski Komitet Radzieckiej Młodzieży, przekształcony 1956 w Комитет молодёжных организаций СССР/Komitet Organizacji Młodzieżowych ZSRR – młodzieżowa przybudówka partyjna zbliżona do polskiego ZMS). Jako współpracownik gazety oraz Komitetu Antyfaszystowskiego, w roli tłumacza, wziął udział w Światowym Kongresie Młodzieży w Austrii. W tym czasie na Preczystience (Пречистенка, ulica w Moskwie) w pobliżu Komitetu Antyfaszystowskiego znajdował się Instytut Slawistyki i Oleg rozpoczął tu aspiranturę (na początku w trybie zaocznym) i zaczął zajmować się problematyką naukową.
- 1952 – 1953 – Asystent Antyfaszystowskiego Komitetu Radzieckiej Młodzieży.
- 1953 – studia doktoranckie w Instytucie Slawistyki, od tego czasu etymologia w pracach Trubaczowa zaczyna być dominującą dziedziną. Bycie członkiem moskiewskiej redakcji gazety Komsomolskaja Prawda powodowało studiowanie w trybie zaocznym. Oleg ukończył studia doktoranckie i do 1961 roku pracował pod kierunkiem S. Bernsztejna (C. Б. Бернштейн) znanego rosyjskiego slawisty.

Trubaczowa wyróżniała nadzwyczajna pracowitość, punktualność i znajomość wielu języków: już w tym okresie porozumiewał się na poziomie podstawowym we prawie wszystkich europejskich i słowiańskich językach, znał na poziomie tekstu i gramatyki porównawczej praktycznie wszystkie stare języki indoeuropejskie, jego rozprawy cechowała ogromna ilość materiału źródłowego i naukowej literatury. Od tego czasu etymologia staje w twórczości Trubaczowa czołową dyscypliną.
- 1958 – kandydat nauk filologicznych.
- Od 1958 – udział we wszystkich międzynarodowych konwencjach slawistów.
- Od 1960 – członek Radzieckiego Komitetu Slawistów (Советский комитет славистов).
- Od 1963 – Redaktor naczelny aperiodyku „Etymologia”.
- 1966 – habilitacja, praca „Rzemieślnicza terminologia w językach słowiańskich”.
- Od 1966 – członek Międzynarodowego Komitetu Onomastycznego w Lowanium (Belgia).
- Od 1966 – Zastępca Dyrektora Instytutu Języka Rosyjskiego Akademii Nauk ZSRR, kierownik zakładu etymologii i onomastyki.
- 1970 – otrzymał medal jubileuszowy „W upamiętnieniu 100-lecia urodzin Władimira Iljicza Lenina”
- 1972 (28 listopada) – członek korespondent Akademii Nauk ZSRR.
- 1975 – odznaczony Orderem „Znak Honoru”.
- 1980 – został członkiem korespondentem Société Finno-Ougrienne w Helsinkach
- 1983 – został członkiem korespondentem Jugosłowiańskiej Akademii Nauki i Sztuki w Zagrzebiu.
- Od 1987 – członek „Rady Naukowej ds. problemów kultury rosyjskiej” Akademii Nauk ZSRR.
- 1992 (11 czerwca) – wybrany na członka Rosyjskiej Akademii Nauk w Zakładzie Literatury i Języka (Językoznawstwa).
- 1994 – otrzymał złoty medal imienia Władimira Dala Rosyjskiej Akademii Nauk[1]

Trubaczow był jednym z czołowych badaczy w dziedzinie etymologii języków słowiańskich i onomastyki słowiańskiej. Pod jego kierownictwem stworzono wielotomowy „Słownik etymologiczny języków słowiańskich. Leksykon prasłowiański”. Przy rekonstrukcji autor korzystał z 15 języków słowiańskich w ich formie nowoczesnej i zabytkowej. Publikacja słownika, który wydawany był od 1974 regularnie każdego roku, stała się zjawiskiem nie tylko światowej slawistyki, ale również indoeuropeistyki.

Trubaczow odpowiadał też za tłumaczenie, skład i przypisy „Słownika etymologicznego języka rosyjskiego” Maxa Vasmera.